# Fließbruchmechanik
Unter dem Begriff Fließbruchmechanik (FBM) bzw. elastisch-plastische Bruchmechanik (EPBM) werden alle Methoden der Bruchmechanik zusammengefasst, die zusätzlich zur linear-elastischen Rissausbreitung (LEBM) auch plastische Verformungen (d. h. Fließen) in der Umgebung eines Risses berücksichtigen. Die FBM ist besonders für duktile Materialien geeignet. Sie definiert elastisch-plastische Kennwerte, die einen eindeutigen Zusammenhang zur Risslänge aufweisen und auch bei Rissausbreitung mit gleichzeitiger plastischer Verformung anwendbar bleiben.

## Motivation
Die linear-elastische Bruchmechanik setzt eine gegenüber der Risslänge kleine plastische Zone voraus. Dies bedeutet, dass sich ein Riss nach Überschreiten eines kritischen Spannungsintensitätsfaktors Kc instabil ausbreitet, da sich die Spannungsverhältnisse an der Rissspitze nicht ändern. Es kommt zum Sprödbruch, wie er häufig bei Keramik und einigen Stählen bei tiefen Temperaturen beobachtet wird.
Viele Stähle zeigen jedoch ein anderes Verhalten: sobald Risswachstum einsetzt, kommt es zunächst zu einer deutlichen Verfestigung des Metallgitters in der Umgebung der Rissspitze. Durch Abgleiten von Gitterebenen (plastische Verformung) bilden sich viele Versetzungen, die der weiteren Verformung und damit Rissausbreitung einen Widerstand entgegensetzen. Makroskopisch äußert sich dies als Risszähigkeit bzw. bei weiterer Spannungserhöhung als Zähbruch. Ist dieser Effekt signifikant, so muss er durch geeignete Erweiterungen der linear-elastischen Bruchmechanik beschrieben werden.

## Konzepte

### Zwei-Kriterien-Methode
Die Zwei-Kriterien-Methode geht davon aus, dass kleine Bauteile durch plastische Instabilität versagen (duktiles Versagen), während das Versagen großer Bauteile durch die LEBM beschrieben werden kann (sprödes Versagen). Dazu werden zwei Belastungsgrößen definiert, welche das Verhältnis zwischen der vorhandenen und der maximal ertragbaren Belastung in Bezug auf Rissausbreitung bzw. Instabilität widerspiegeln. Diese beiden Belastungsparameter definieren die Lage der anliegenden Belastung innerhalb eines Belastungskennfeldes. In diesem Kennfeld liegt die Versagenskurve, die je nach Verfahren unterschiedlich bestimmt wird. Überschreitet die anliegende Belastung diese Grenzkurve, so tritt Bauteilversagen ein.

### COD- oder CTOD-Konzept
Das Crack-(Tip-)Opening-Displacement-Konzept geht von einem Zusammenhang zwischen der Rissuferverschiebung (COD) an der Rissspitze und der Belastung der Rissspitze aus. Man geht also davon aus, dass beim Einsetzen der Rissverlängerung die Rissuferverschiebung einen kritischen Wert erreicht.

### J-Integral-Verfahren
Das J-Integral ist ein geschlossenes Linienintegral, welches die Rissspitze vollständig umschließt und auch bei großer plastischer Zone den Zustand an der Rissspitze beschreibt. Es besitzt wichtige Eigenschaften, die für nicht linear-elastisches Verhalten gelten und unter gewissen Einschränkungen auch auf elastisch-plastisches Verhalten angewendet werden können. Der Wert des Integrals ist dabei unabhängig vom Integrationsweg, solange die Rissspitze vollständig umschlossen wird. Anschaulich gesprochen ist das J-Integral die Differenz der potentiellen Energien zweier ansonsten identischer Körper, deren Risslänge um Δa (delta a) variiert.